# Fleury Mesplet
Fleury Mesplet (10 de enero de 1734-24 de enero de 1794) fue un impresor canadiense nacido en Francia, conocido por fundar en 1778 el periódico Montreal Gazette.

## Biografía
Mesplet nació en Marsella (Francia) y aprendió el oficio de impresor en Lyon. Emigró a Londres en 1773 donde instaló una tienda en Covent Garden.
En 1774 emigró a Filadelfia, se piensa que influido por Benjamin Franklin. En Filadelfia entró de nuevo en el negocio de la imprenta, aunque recibió muy poco trabajo. Imprimió la Lettre adressée aux habitants de la province de Québec, ci-devant le Canada para el Congreso Continental de 1775, y viajó a Montreal el año siguiente para establecer una imprenta en la ciudad, recién capturada por las tropas de las Trece Colonias.
En junio de 1776, con la llegada de tropas británicas, los americanos se retiraron y Mesplet fue arrestado y encarcelado.
En 1778 fundó la Gazette Littéraire de Montréal, editada por Valentin Jautard. Ambos fueron arrestados en 1779 acusados de sedición y encarcelados durante tres años. En 1785 fundó La Gazette de Montréal, actualmente el Montreal Gazette.
A lo largo de su carrera como impresor, publicó casi un centenar de obras, entre libros y almanaques, en francés, inglés, latín e iroqués.